# Enugu Rangers
Rangers International znany jako Enugu Rangers – nigeryjski klub piłkarski grający w pierwszej lidze, mający siedzibę w mieście Enugu. Jest jedynym pierwszoligowym klubem w Nigerii, który nigdy nie spadł do drugiej ligi. Enugu Rangers swoje mecze rozgrywa na stadionie Nnamdi Azikiwe Stadium, który może pomieścić 25 tysięcy widzów.

## Sukcesy
- Mistrzostwo Nigerii: 1974, 1975, 1981, 1982, 1984
- Puchar Nigerii: 1974, 1975, 1976, 1981, 1993
- Finalista Pucharu Nigerii: 1971, 1978, 1987, 1990, 2000, 2004
- Puchar Zdobywców Pucharów Afryki: 1977
- Finalista Afrykańskiego Pucharu Mistrzów: 1975

## Znani byli zawodnicy
- Adokie Amiesimaka
- Eloka Asokuh
- Aloysius Atuegbu
- Kenneth Boardman
- Christian Chukwu
- Patrick Ekeji
- Michael Emenalo
- Emeka Ezeugo
- Joseph Enakarhire
- Dominic Ezeani
- Donald Igwebuike
- David Ngodigha
- Dominic Nwobodo
- Kingsley Obiekwu
- Emmanuel Okala
- Patrick Okala
- Jay-Jay Okocha
- Charles Okonkwo
- Daniel Olerum
- Kelechi Temple Omeonu
- Ifeanyi Onyedika
- Davidson Owumi
- Taribo West
- Abel Salami